# Tři příběhy (Dr. House)
Tři příběhy je dvacátá první epizoda z první řady seriálu Dr. House. David Shore za tuto epizodu získal cenu Emmy (2005) za nejlepší scénář. V roce 2006 tato epizoda získala Humanitas Prize v 60-minutové kategorii.

## Děj
House souhlasí, že bude mít přednášku na téma diagnostika místo Dr. Rileyho, místo dvou hodin na ambulanci. Na cestě z kanceláře Cuddyové potká svoji bývalou přítelkyni Stacy Warnerovou, která ho požádá, aby léčil jejího manžela. House odmítne.
Housova přednáška se skládá ze tří příběhů tří lidí. Každého z nich bolí noha. Studentům House napověděl, že jeden z pacientů bude po dvou hodinách vyhozen z nemocnice, kvůli předstírání nemoci a že další bude blízko smrti. Jeden ze zmíněných tří příběhů je sám House. To se ale všichni dozví až na konci epizody.
První pacient je farmář, který opravoval plot. Na noze má zvířecí kousanec. Vypadá jako hadí, ale nakonec se ukáže, že byl kousnut psem. Farmář dostane protetickou nohu a nového psa. Druhým pacientem je mladá volejbalistka. První diagnóza ukazuje na zánět šlachy a na léčbu reaguje dobře. Jako další symptom se projeví nemoc štítné žlázy. Při dalším vyšetřením je nalezen rakovinný nádor ve stehenní kosti. Nakonec je provedena operace na odstranění nádoru a dívka nemusí podstoupit amputaci.
Třetí pacient je původně v Housově vyprávění ztvárněn Carmen Electrou, ale později ji kvůli objektivnosti změní na normálního muže ve středním věku. Při vyšetření se dostane do agónie, ošetřujícímu lékaři vezme injekci s uklidňujícím lékem (Demerolem) a sám si jí stříkne. Studenti se domnívají, že je závislý na drogách. House by mu odebral moč, ale narkoman močí krev. Jedna ze studentek zmíní ledvinové kameny. Až na další a další dotazy odpovídá Cameronová, která přijde na přednášku a říká, že to je nekróza svalu. Tu si určí sám pacient po třech dnech, kdy mu nebyla stanovena diagnóza. Hrozí mu amputace nohy. Bolest vzniká od trombu v cévě v noze, který způsobil svalový infarkt. Tímto pacientem je sám House. Popisuje nemoc, kterou prožil. Důsledně odmítá amputaci. Jeho ošetřující lékařka je Cuddyová. House si vynutí by-pass, kterým by přemostil ucpané místo. Tento zákrok však do organismu vyplavil umírající buňky. Po operaci prožívá nesmírné bolesti. Po lékařích chce více morfia. Sám si diagnostikuje selhání srdce a téměř na minutu je mrtvý. Nechává si chemicky navodit kóma, aby přečkal tu nejhorší bolest. Když je v kómatu, Stacy rozhodne, že mu bude mrtvý sval operativně odstraněn.
Poté, co opustí přednášku, volá Stacy a sděluje jí, že jejího manžela ošetří.

## Diagnózy
- správná diagnóza: farmář: infekce Streptokokem z pokousání psem, Volejbalistka: osteosarkom, poslední pacient: House (akutní končetinová ischemie)